# Гельнюв (гмина)
Гельнюв (пол. Gielniów) — сельская гмина (волость) в Польше, входит в Пшисухский повет (Мазовецкое воеводство). Население — 4873 человека (на 2004 год).

## Демография
| Перепись                       | Всего   | Всего | Женщины | Женщины | Мужчины | Мужчины |
| ------------------------------ | ------- | ----- | ------- | ------- | ------- | ------- |
| Единицы                        | человек | %     | человек | %       | человек | %       |
| Население                      | 4873    | 100   | 2481    | 50,9    | 2392    | 49,1    |
| Плотность населения (чел./км²) | 61,6    | 61,6  | 31,3    | 31,3    | 30,2    | 30,2    |

## Сельские округа
1. Антонюв
2. Белины
3. Бжезинки
4. Дрыня-Стужаньска
5. Галки
6. Гельнюв
7. Гозьдзикув
8. Хута
9. Ястшомб
10. Котфин
11. Мехлин
12. Марысин
13. Розвады
14. Снарки
15. Солтысы
16. Сточки
17. Вывуз
18. Зелёнка
19. Зыгмунтув

## Соседние гмины
1. Гмина Джевица
2. Гмина Говарчув
3. Гмина Опочно
4. Гмина Пшисуха
5. Гмина Русинув